# Agnes Eppert
Agnes Eppert, verheiratete Agnes Kronfeld, auch Agnes Kronfeld-Eppert (7. Oktober 1819 in Dresden – 1. Oktober 1900 in Darmstadt) war eine deutsche Theaterschauspielerin.

## Leben
Eppert, Tochter eines Regierungsbeamten, wollte ursprünglich Lehrerin werden. Da sie jedoch öfters Gelegenheit hatte, sich in Gesellschaften durch Vorträge beliebt zu machen und dabei ihr ausgesprochenes Talent zu zeigen, nahm sie, da man ihr riet zum Theater zu gehen, zuerst Unterricht bei Friederike Hartwig und danach bei Franziska Berg. 1836 debütierte sie an einem Privattheater in Dresden. 1837 erhielt sie ihr erstes Engagement am Theater Brünn, wo sie als Page im Tournier zu Kronstein debütierte.
Sie wechselte 1841 als muntere und naive Liebhaberin nach Graz, wo am 6. November 1841 ihre Tochter Clara geboren wurde. Das Kind wuchs bei den Großeltern in Dresden auf, die Mutter ging nach drei Jahren ans Landestheater Linz. Von dort wurde sie auf Empfehlung der Hofopernsängerin Mathilde von Marlow (1828–1888) an das Darmstädter Hoftheater engagiert, wo sie am 17. April 1846 als „Franziska“ in Mutter und Sohn debütierte. Dort blieb sie 41 Jahre bis zu ihrem Rückzug von der Bühne. Ab 1857 agierte sie als komische Alte.
Im Dezember 1867 heiratete sie den Komiker Heinrich Kronfeld.
Am 17. April 1886 feierte sie ihr 50-jähriges Bühnen- und ihr 40-jähriges Dienstjubiläum in Darmstadt in der Rolle der Lotte in Die Galoschen des Glücks; ein Jahr später trat sie in den Ruhestand.
Anlässlich ihres Eintritts in den Ruhestand wurde sie vom Großherzog Ludwig IV. zum Ehrenmitglied des Theaters ernannt.